# Cape Fear Indijanci
Cape Fear.- /Ime dano po rtu Cape Fear na atlantskoj obali Sjeverne Amerike/. Pleme Siouan Indijanaca, možda dio plemena Waccamaw nastanjeno u 17. i 18. ranom stoljeću u području Cape Feara i uz istoimenu rijeku u Sjevernoj Karolini, a nakon Yamasee Wara preseljeni su u Južnu Karolinu blizu Charlestona, možda današnji okrug Williamsburg. U kasnom 18. stoljeću Cape Feari žive s Pedee Indijancima u župama Parish of St. Stephens i St. Johns pod vodstvom poglavice King Johna. Godine 1808. preživjela je iz ova dva plemena svega jedna polukrvna žena, dok su ostali vjerojatno našli utočište među Catawbama. 
Od svih sela što su ih imali Cape Fear Indijanci po imenu je poznato tek jedno, Necoes, oko 20 milja od ušća Cape Feara, vjerojatno okrug Brunswick. Godine 1715. živjeli su u 5 sela, a prema Mooneyu (1928) njihova populacija je 1600. iznosila oko 1.000. Popisom iz 1715. bilo ih je 206. 

## Vanjske poveznice
- Cape Fear Indian Tribe History
- Tuscarora War